# Ens Uneix
Ens Uneix (abans amb el nom de La Vall ens Uneix) és un partit polític valencià d'àmbit comarcal sorgit el 2019 arran de l'expulsió de l'aleshores president de la Diputació de València i alcalde d'Ontinyent (la Vall d'Albaida) Jorge Rodríguez del Partit Socialista del País Valencià (PSPV-PSOE). Des del 2024 forma part d'Unió Municipalista.
La detenció i posterior imputació de Jorge Rodríguez en l'anomenat cas Alqueria el juny de 2018 per presumptes delictes de prevaricació administrativa i malversació de cabals públics va precipitar la seua expulsió del PSPV. Rodríguez va dimitir com a president de la Diputació però va mantindre el càrrec d'alcalde d'Ontinyent i va organitzar el nou partit que va arribar a presentar candidatures municipals a les eleccions de 2019 a diverses localitats de la Vall d'Albaida, a més de la d'Ontinyent on va aconseguir la majoria absoluta i deixar sense representació al PSPV. Rodríguez va rebre el suport explícit de tres exalcaldes socialistes ontinyentins. Altres localitats totes de la Vall d'Albaida amb llista de la nova marca electoral, en aquell moment La Vall ens Uneix, foren Agullent, Albaida, Bufali i el Palomar. A dites eleccions va aconseguir un total de 28 representants al diferents ajuntaments de la comarca (17 dels quals a Ontinyent) i guanyaren l'únic escó en disputa al districte per a la Diputació de València.
El partit va decidir l'octubre de 2021 un canvi de nom que suprimia la referència a la Vall d'Albaida per tal d'iniciar una estratègia d'expansió per les comarques veïnes com la Costera, la Safor i el Comtat.
Per a les eleccions municipals de 2023 el partit va augmentar la seua representació municipal un 35%, obtenint 38 regidors en 9 ajuntaments. Es va presentar en deu dels trenta-quatre municipis de la Vall d'Albaida obtenint de nou l'escó en disputa al districte per a la Diputació de València. També, va presentar candidatures, amb representació, en Villalonga i Muro d'Alcoi. La diputada provincial, la regidora d'Ontinyent Natàlia Enguix, esdevingué determinant per a la configuració del govern de la Diputació. La manca d'enteniment amb el PSPV facilità que el Partit Popular (PP) assumira la presidència de la corporació provincial i Enguix fou nomenada vicepresidenta primera i diputada delegada d'Igualtat, Memòria Democràtica i Relacions amb la Generalitat Valenciana.

## Resultats electorals
| Eleccions municipals de 2019 | 12.773 | 0,55% | 28 |
| Eleccions municipals de 2023 | 11.933 | 0,49% | 38 |